# Laminaribiosio fosforilasi
La laminaribiosio fosforilasi è un enzima appartenente alla classe delle transferasi, che catalizza la seguente reazione:
3-β-D-glucosil-D-glucosio + fosfato ⇄ D-glucosio + α-D-glucosio-1-fosfato
Agisce anche sui 1,3-β-D-oligoglucani. È diversa in specificità dalla 1,3-beta-oligoglucano fosforilasi  (numero EC 2.4.1.30) e dalla 1,3-beta-D-glucano fosforilasi (numero EC 2.4.1.97).